# 樂經
《樂經》是傳說中的儒家六經之一，久佚，後世多謂之燬于秦始皇焚書，但《樂經》是否存在仍然眾說紛紜。

## 說法
古往今來有多人對其進行過論述，可大致歸納如下：

### 已燬說
- 《樂經》焚于秦末民变說
此說以田君為代表。田君《〈樂經〉的性質與亡佚新探》曰：“《樂經》……說其本身就是樂舞，現在看來，恐怕不太妥當。……《樂經》作為先秦經典，其中記載的內容，應當是樂之義理體制。……緊接著項羽又一把火，……本來就被打入‘冷宮’的《樂經》，歷經磨難，徹底失傳。”[1]

- 《樂經》焚于漢末兩晉說
熹平石經是東漢熹平年間由官方校定儒家經典的刻石，《后汉书·蔡邕传》的记载，“蔡邕与五官中郎将堂溪典、光禄大夫杨赐、谏议大夫马日磾、议郎张驯、韩说、太史令单扬等奏求正定《六经》文字。灵帝许之。邕乃自书丹于碑，使工镌刻，立于太学门外”，可推知當時樂經還存在。今日河南博物館館藏的熹平石經殘石中，有兩件殘石所刻為中国传统音律（“五音十二律”）和樂器編鐘相關內容。因《熹平石经》皆是儒家经籍，不会有任何儒家经籍之外的文献入选，且在其他儒家经籍中無相關音乐内容，《礼记·乐记》通篇也无这两块残碑所载之文字，可判定這兩件殘石很可能屬於《樂經》。[2]

### 改名說
- “樂經”即“詩樂”說
此說以明朝劉濂為代表。朱載堉於《律呂精義內篇五·候氣辨疑第八》引用劉濂《樂經元義》曰：“六經缺‘樂經’，古今有是論矣。愚謂‘樂經’不缺，三百篇者，‘樂經’也，世儒未之深考耳。”[3]
- “樂經”即《周官·宗伯·大司樂》說
此說以明朝朱載堉和清朝李光地為代表。朱載堉《樂學新說》曰：“臣謹按：漢時，竇公獻古《樂經》，其文與《大司樂》同，然則《樂經》未嘗亡也。”[4]李光地《古樂經傳》曰：“《漢書》，文帝時……出其本經一篇，即今《周官·大司樂》章，則知此篇乃古《樂經》也。”[5]
- “樂經”即《禮記·樂記》說
此說以羅藝峰為代表。羅藝峰《由〈樂緯〉的研究引申到〈樂緯〉與〈樂經〉的問題》曰：“兩漢相續，時代接近，證明造緯的時代的確是把《樂記》作為《樂經》的……”[6]

### 不存在說
- “樂本無經”說
此說以清儒邵懿辰為代表，邵懿辰《禮經通論·論樂本無經》曰：“樂本無經也。……故曰詩為樂心，聲為樂體，……樂之原在《詩》三百篇之中，樂之用在《禮》十七篇之中，……先儒惜‘樂經’之亡，不知四術有樂，六經無樂，樂亡，非經亡也。”[7]聶麟梟的文章《“樂本無經”——從經學史與“六藝”教學活動解讀“樂經”疑案》。亦持此說，並引入了經學史與“六藝”教學活動的視角，認為“‘經’脫胎於‘六藝’教學活動，‘經學’誕生於秦漢之際‘焚書’後產生的‘文獻自覺’，‘五經博士’確認之時便無‘樂經’，‘樂經’一詞出於王莽時人偽作，發揚于沈約《宋書·樂志》，後世之研究多誤，蓋受後世經學思維影響過深之故。”[8]
- “樂經”即“樂舞”說
此說以項陽為代表。項陽《〈樂經〉何以失傳》曰：“《樂經》應該特指在周代被奉為經典的、作為雅樂核心存在、所備受推崇的‘六代樂舞’，這裡的‘樂經’是‘經典樂舞’的含義。如此，《樂經》之失便可釋然。”[9]
- “樂經”即樂譜說
持此觀點者較少，論述亦寡。楊伯峻先生《經書淺談》導言曰：“樂經可能只是曲調曲譜。”[10]

### 清華簡
2008年7月由校友趙偉國從境外拍賣所得捐贈給清華大學的兩千餘戰國中晚期竹簡（即“清华简”）中，有《樂詩》一篇，据解读為“周武王……在文王宗廟舉行‘飲至’典禮，……饮酒赋诗”。据此，2009年4月28日的《科技日报》报道：“著名历史学家李学勤教授透露，清华大学收藏的战国竹简（简称清华简）最新释读发现周武王时的乐诗，‘乐诗类似乐经的诗歌’，‘更是过去从来没有见过的’。”
对于该说法，李学勤在《初识清华简》中澄清说：“今天有人问我说清华简里面有《乐经》没有，我说里面有关于音乐的内容，可是不知道这个是不是叫《乐经》，因为《乐经》没有流传下来，我们不知道《乐经》是什么样子。”